# Jens Werner
Jens Fogt Werner (født 23. juli 1964 i Hellerup, død 9. juli 2024) var en dansk danser, danseinstruktør og dansedommer, der bl.a. var kendt fra tv-programmet Vild med dans.
Werner begyndte at danse som 4-årig, og blev i 1994 verdensmester i standarddans sammen med sin partner, Charlotte Jørgensen. Parret blev desuden danmarks-, nordens- og europamester. 
Fra 2005 indtil 2023 var Jens Werner dommer i TV2-programmet Vild med dans. 
Fra 2006 drev Jens Werner, sammen med sin hustru Anette Werner, danseskolen Jens Werner Dans. Han udgav desuden en række danseinstruktionsvideoer.
I foråret 2023 fortalte Werner, at han havde fået konstateret kræft. Werner døde den 9. juli 2024 som følge af kræftsygdommen.